# Lyuh Woon-hyung

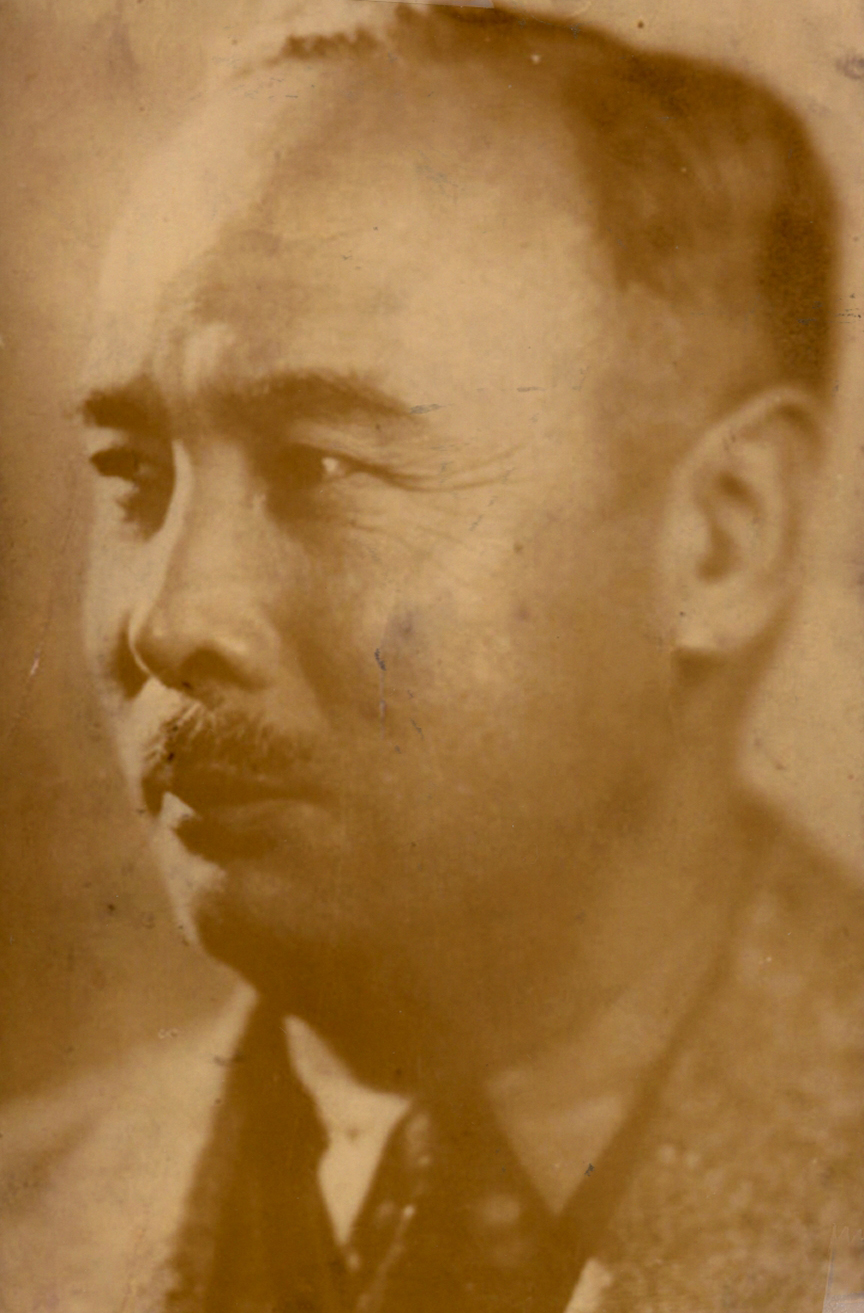
Lyuh Woon-hyung i maj 1947.

Lyuh Woon-hyung, född 25 maj 1885 i Yangpyeong-gun, död (mördad) 19 juli 1947 i Seoul, var en koreansk nationalistisk politiker. 
Lyuh föddes i en yangban-familj av låg status och studerade vid de progressiva Paeje-skolan. 1914 reste han till Kina, där han drogs in den exilkoreanska rörelsen mot japanska koloniala styret i Korea och blev en av grundarna av Republiken Koreas provisoriska regering som hade sitt säte i Kina. Lyuh hämtade sin inspiration från många olika håll och kunde samarbeta med aktivister från olika politisk läger i den exilkoreanska rörelsen.
1921 reste han med en exilkoreansk delegation till Sovjetunionen för att delta på en konferens, där han träffade både Lenin och Trotskij. 1929 arresterades han av japansk polis i Shanghai och sändes till Japan där han dömdes till tre års fängelse för upprorisk verksamhet. Efter frisläppandet inledde han en journalistisk karriär och utsattes för påtryckningar från de japanska myndigheterna att ta ge sitt stöd till den japanska koloniala staten och Japans krig i Kina, men han vägrade konsekvent att gå med på detta, vilket gjorde honom till en respekterad personlighet bland koreaner.
Efter Japans nederlag i andra världskrigets bad den siste japanske generalguvernören i Korea, Nobuyuki Abe, Lyuh att ta ansvar för upprätthållandet av lag och ordning när det koloniala styret avvecklades. Lyuh upprättade folkkommittéer som skulle ta över den lokala förvaltningen och skapade Folkrepubliken Korea. De amerikanska styrkorna i Sydkorea ville dock inte erkänna Lyuhs interimsregering och Lyuh misslyckades med att upprätta en enhetlig koreansk stat sommaren 1947.
Den 15 juli 1947 sköts Lyuh ihjäl av en nittonårig man som tillhörde en koreansk högergruppering.
- Wikimedia Commons har media som rör Lyuh Woon-hyung.